# Први никејски сабор
Први никејски сабор, или Први васељенски сабор (стгрч. Σύνοδος τῆς Νῑκαίᾱς; лат. Concilium Nicaenum), је био свецрквени сабор одржан 325. године у античком граду Никеји, у провинцији Битинија у Римском царству (данашњи Изник у Турској), на иницијативу римског цара Константина Великог. Сабор је сазван са циљем да разреши контроверзу изазвану учењем Арија, свештеника из Александрије, који је тврдио да је Христос створен у времену од Бога и да није превечни Син Божји, раван по суштини Богу Оцу. Ово учење је изазвало велику забуну и поделу унутар Цркве, јер је доводило у питање саму природу Христове божанствености, што је од суштинског значаја за разумевање спасења у хришћанској вери. Ако Христос није једнак Богу, онда његова способност да донесе спасење и искупљење за грехе човечанства постаје упитна.
На сабору је учествовало 318 светих отаца, углавном епископа из источних провинција Римског царства, где је грчки језик био доминантан. Међу значајним учесницима били су Александар Александријски, Аријев епископ и противник, затим Атанасије Велики, који је касније постао један од највећих бранилаца православног учења о Тројству, и Осија Кордовски, блиски саветник цара Константина, био је могуће један од председавајућих сабора. Сабор је вођен и одлуке су донете углавном на коине грчком језику, који је био језик теолошке дискусије у источним деловима царства, али су касније ови документи преведени на латински и друге језике ради ширења међу западним хришћанима. Арије је био присутан на сабору, али је након што је његово учење осуђено као јеретичко, он био анатемисан и његове идеје су одбачене. Сабор је утврдио Никејски симбол вере, који је касније допуњен на Другом васељенском сабору и постао познат као Никејско-цариградски симбол вере, чиме је формализовано учење о Христовој божанској природи и његовом односу са Богом Оцем као равноправним и вечним.
Главна достигнућа сабора укључују решавање христолошког питања божанске природе Бога Сина и његовог односа према Богу Оцу, утврђивање Никејског симбола вере, који је постао основа хришћанског веровања, и успостављање јединственог датума прославе Васкрса. Поред тога, донети су и рани канони, који су регулисали различита питања црквене дисциплине и организације. Поред тога, Сабор је утврдио и време празновања Васкрса и прописао двадесет канона који се тичу разних црквених питања, чиме је постављен темељ за каснији развој црквеног права и праксе. Спомен на свете оце Првог васељенског сабора обележава се у недељу пред Духове, или у VII недељу по Васкрсу. Први никејски сабор је представљао први покушај уједињења хришћанског света кроз једно сабрање које је обухватало све хришћанске заједнице тог времена, постављајући темеље за доктринарно јединство које ће утицати на даљи развој хришћанства.

## Одлуке сабора
Током Првог никејског сабора донете су бројне одлуке од далекосежног значаја за хришћанство, од којих је најзначајнија формулација и усвајање Никејског симбола вере. Велика већина присутних епископа гласала је за ову изјаву о вери, која је постала основни догмат хришћанске теологије. Против усвајања Симбола вере гласали су само Теон Мармарик и Секунд Птолемаидски.
Никејски симбол вере јасно је изложио доктрину ὁμοούσιον, што значи „једносуштвеност” Оца и Сина. Ова доктрина пориче да је Син Божји створен, односно, утврђује да је Христос „рођен, не створен” (genitum, non factum) и да је његово постојање вечно, односно „пре свих векова” (ante omnia saecula). Овим је аријанство одбачено у свим његовим аспектима, чиме је потврђена божанска природа Христа као једнаког Богу Оцу. Сабор је такође потврдио оличење, смрт и васкрсење Христа, што је било у супротности са учењима гностицизма, који су негирали распеће и васкрсење.
Сабор је канонизовао и безгрешно зачеће Исуса Христа (према Еванђеље по Матеју 1,18 и 25, и Еванђеље по Луки 1,34-35) и анатемизоване су присталице аријевских тврдњи, то јест: „било је (време) када (Исус) није постојао”, и: „пре него што је рођен, није постојао”, и да је од непостојећег рођен или од друге личности или суштине да је или створен, или преображен у Сина Божијег.

### Симбол вере
Сабор је формулисао симбол вере, декларацију и сажетак хришћанске вере. Већ је постојало неколико симбола вере; многи од њих су били прихватљиви за чланове Сабора, укључујући и Арија. Од најранијих времена, различити симболи вере служили су као средство идентификације за хришћане, као начин укључивања и препознавања, нарочито током крштења. У Риму је, на пример, Апостолски симбол вере био популаран, посебно за време Васкршњег поста и васкршње сезоне. На Никејском сабору, један специфичан симбол вере је коришћен да јасно дефинише веру Цркве, да укључи оне који га исповедају и да искључи оне који га не прихватају.
Исповедање вере усвојено на Сабору у Никеји је следеће:
| Изворни текст на коине грчком | Превод |
| --- | --- |
| Πιστεύομεν εἰς ἕνα Θεὸν Πατέρα παντοκράτοραπάντων ὁρατῶν τε καὶ ἀοράτων ποιητήν·καὶ εἰς ἕνα Κύριον Ἰησοῦν Χριστὸντὸν Υἱὸν τοῦ Θεοῦ,γεννηθέντα ἐκ τοῦ Πατρὸς μονογενῆτουτέστιν ἐκ τῆς οὐσίας τοῦ ΠατροςΘεὸν ἐκ Θεοῦ,Φῶς ἐκ Φωτός,Θεὸν ἀληθινὸν ἐκ Θεοῦ ἀληθινοῦ,γεννηθέντα, οὐ ποιηθέντα,ὁμοούσιον τῷ Πατρί,δι’ οὗ τὰ πάντα ἐγένετοτά τε ἐν τῷ οὐρανῷ καὶ τὰ ἐν τῇ γῇ,τὸν δι’ ἡμᾶς τοὺς ἀνθρώπους,καὶ διὰ τὴν ἡμετέραν σωτηρίαν,κατελθόντα,καὶ σαρκωθέντα,καὶ ἐνανθρωπήσαντα,παθόντα,καὶ ἀναστάντα τῇ τρίτῃ ἡμέρᾳ,ἀνελθόντα εἰς τοὺς οὐρανούς,ἐρχόμενον κρῖναι ζῶντας καὶ νεκρούς.καὶ εἰς τὸ Ἅγιον Πνεῦμα. | Верујемо у једнога Бога Оца, Сведржитеља, Творца свега видљивог и невидљивог. И у једнога Господа Исуса Христа, Сина Божијег, рођеног од Оца јединородног, то јест из Очеве суштине, Бога од Бога, Светлост од Светлости. Бога истинитог од Бога истинитог, рођеног не створеног, једносуштног Оцу, кроз Кога је све постало, како на небу тако и на земљи. Који је ради нас људи и ради нашега спасења сишао и оваплотио се и постао човек, Који је пострадао и Који је васкрсао у трећи дан, Који се вазнео на небеса и Који ћe доћи да суди живима и мртвима. И у Духа Светога. |
| додатак на крају исповедања | |
| Τοὺς δὲ λέγοντας Ἦν ποτε ὅτε οὐκ ἦν, καὶ Πρὶν γεννηθῆναι οὐκ ἦν,καὶ ὅτι Ἐξ οὐκ ὄντων εγένετο,ἢ Ἐξ ἑτέρας ὑποστάσεως ἢ οὐσιάς φάσκοντας εἶναιἢ κτιστόνἢ τρεπτόνἢ ἀλλοιωτὸν τὸν Υἱὸν τοῦ Θεοῦ,τούτους ἀναθεματίζει ἡ ἁγία καθολικὴ καὶ ἀποστολικὴ ἐκκλησία. | А оне који говоре Беше када Га не беше, и пре рођења не беше, и да је постао из небића, или тврде да је Син постао из друге ипостаси, или суштине, или да је створен, или да је променљив, или преобразив, такве анатемише Саборна и Апостолска Црква. |

Неки истакнути елементи у Никејском симболу вере, вероватно од стране Осије Кордовског, додати су, посебно да би се супротставили аријанском становишту.
1. Исус Христос је описан као „Светлост од Светлости, Бог истинити од Бога истинитог”, чиме се проглашава његова божанска природа.
2. За Исуса Христа се каже да је „рођен, не створен”, чиме се тврди да он није само створење, доведено у постојање ни из чега, већ истински Син Божији, доведен у постојање „из суштине Оца”.
3. Каже се да је „једносуштан са Оцем”, чиме се проглашава да, иако је Исус Христос „Бог истинити” и Бог Отац је такође „Бог истинити”, они су „једне суштине”. Грчки термин ὁμοούσιος (хомоусиос) се приписује Константину од стране Јевсевија Кесаријског, који је на ову тачку можда одлучио да искористи своју власт i uticaj. Међутим, значај ове клаузуле је двосмислен у погледу степена у којем су Исус Христос и Бог Отац „једне суштине”, што је изазвало озбиљне расправе у будућности.

Симбол вере је допуњен на Првом цариградском сабору 381. године.

#### Анатеме
На крају симбола вере појављује се списак анатема, које су биле осмишљене да изричито одбаце тврдње Аријанаца.
1. Став да је било време када га није било тј. „Беше када Га не беше” је одбачен како би се одржала вечност Сина са Оцем.
2. Став да је променљив или подложан промени тј „да је променљив, или преобразив,” је одбачен како би се одржало да је Син, као и Отац, изнад било каквог облика слабости или кварљивости, и најважније, да није могао отпасти од апсолутне моралне савршености.

Тако је уместо крштењског симбола вере прихватљивог и за Аријанце и за њихове противнике, Сабор прогласио онај који је јасно био супротстављен аријанству и неспојив са кључним деловима њихових уверења. Текст ове исповести вере сачуван је у писму Јевсевија Кесаријског својој заједници, у делима Атанасија Александријског и на другим местима.

#### Прогонство
Цар је спровео своју ранију изјаву: свако ко одбије да подржи симбол вере биће протеран. Арије, Теонас и Секундус су одбили да прихвате симбол вере и стога су били протерани у Илирик, уз то су били и изопштени. Наређено је да се Аријева дела конфискују и предају пламену, док су његове присталице сматране „непријатељима хришћанства”. Ипак, контроверза се није на томе зауставила у различитим деловима царства.

### Канони
Први никејски сабор није се бавио само теолошким питањима, већ је донео и низ практичних одлука које су регулисале црквену дисциплину и организацију. Ове одлуке, познате као канони, постале су темељ црквеног права и праксе, обликујући начин функционисања Цркве у наредним вековима. Сабор је усвојио двадесет канона који су били међу најзначајнијим одлукама:
1. Забрањена је самокастрација. Свештеници који су кастрирани било по сопственој вољи или насилним путем не могу бити рукоположени.
2. Постављена су правила за рукоположење катихумена, новопреобраћених у хришћанство. Забрањено је брзо рукоположење без адекватне припреме, посебно за оне који су криви за озбиљне грехе.
3. Забрањено је свим припадницима свештенства да бораве са женама које нису њихове најближе сроднице (мајка, сестра или тетка), како би се избегла свака сумња у неприкладно понашање.
4. Утврђена су правила за хиротонију епископа. Постављање епископа мора обавити сви епископи у покрајини, а у хитним случајевима најмање три епископа уз сагласност митрополита.
5. Регулисано је изопштење из црквене заједнице. Епископи у свим областима морају поштовати одлуке о изопштењу које су донеле њихове колеге.
6. Потврђена је надлежност и обичаји епископа Александрије над Египтом, Либијом и Пентапољем, као и других великих епископија, укључујући Рим и Антиохију. Епископе не треба постављати без сагласности митрополита.
7. Признат је почасни положај Јерусалимског епископа, са његовим другим местом у провинцији после Цезарејског епископа.
8. Утврђени су услови за поновно прихватање Новатијанаца у црквену заједницу.
9. Свештенство које је рукоположено без дужне провере мора бити свргнуто ако се касније открије да су криви за озбиљне преступе.
10. Свештеници који су пали од вере и тајно су постављени морају бити искључени чим се сазна за њихову недоследност.
11. Покајање је наметнуто онима који су одступили од вере током Лицинијевог прогона.
12. Покајање је прописано за оне који су подржавали Лицинија у његовом рату против хришћана.
13. Опрост је дат екскомунициранима у животној опасности.
14. Покајање је прописано за катихумене који су одступили од вере током прогона.
15. Епископима, свештеницима и ђаконима забрањено је да прелазе из једне цркве у другу; ако покушају, морају бити враћени у своју првобитну цркву.
16. Свештенству је забрањено да напушта своју епархију. Епископи не смеју рукоположити свештеника из друге епархије без дозволе надлежног епископа.
17. Свештеницима је забрањено позајмљивање новца уз камату.
18. Ђаконима је подсећено на њихов подређени положај у односу на свештенике. Ђакони не би требало да врше евхаристију у присуству свештеника, нити да седе међу свештеницима.
19. Павлићани (присталице Павла Самосатског) морају бити поново крштени, а њихови ђакони се сматрају лаицима.
20. Утврђено је да се недељом и на Педесетницу сви верници моле стојећи, а не клечећи.

## Оци сабора
Првом васељенском сабору присуствовали су многи знаменити оци, који су касније канонизовани, међу којима су се истицали: Св. Николај Мирликијски, Св. Спиридон, Св. Атанасије, Св. Ахилије, Пафнутије Исповедник, Св. Јаков Нисивијски, Макарије Јерусалимски, Александар Александријски, Евстатије Антиохијски, Јевсевије Кесаријски, Митрофан Цариградски, Јован Персијски, Аристак Јерменски, и други многи са Истока. Са Запада пак присуствовали су: Осија Кордовски, Теофил Готски, Сесилијан Картагенски, и други.

### Учесници[а]
Следећи списак је списак од 220 имена, подељених по метрополијама, које су немачки научници Гелцер, Хилгенфелд и Кунц добили анализом различитих спискова никејских бискупа; списак је објављена у Patrum nicaenorum nomina, стр.&nbsp;LX-LXIV, са насловом Index patrum Nicaenorum restitutus.
- Римска бискупија: Осија Кордовски, Вито и Бисензио
- Акаја: Писто из Атине, Марко из Еубеје, Стратегио из Лемноса
- Африка: Сесилијан Картагенски
- Азија: Теонас из Кизика, Менофант из Ефеса, Орион из Илиона, Еутихије из Смирне, Митре из Ипеапа, Марин из Илиона, Павле из Анее
- Битинија: Евсевије Никомедијски, Теогнид из Никеје, Марис из Калкедона, Кирил из Киоса, Језије из Прусе, Горгоније из Аполиониде, Георгије из Прусиаде, Евезио из Адријаније, Теофан (хорепископ), Руфус из Цезареје, Еулалије (хорепископ)
- Диоспонт: Еутикијан из Амасеје, Елпидије из Комане, Хераклије из Зеле
- Египат: Александар Александријски, Атанасије Александријски, Пафнутије Тиваидски, Арпокрације из Алфокрана, Адаманције из Цинопоља, Арбизије из Фарбета, Филип из Панефиса, Потамон из Ераклеопола, Секондо из Толемаида, Доротеј из Пелушија, Кајо из Тмуја, Антиоко из Мемфиса, Тиберије из Таниса
- Галатија: Марцел из Анкире, Диказиј из Тавија, Ерезиј из Екдаумаве, Горгоније из Цине, Филаделфије из Јулиополиса
- Готија: Теофил из Готије
- Мала и Велика Јерменија: Еулалије из Севастије, Евезио из Сатале, Аристакије из Јерменије, Акрито
- Исаурија: Стефан из Барата, Атенеј из Корописоса, Едесије из Клаудиопоља, Агапије из Селевкије, Силван из Метрополиса, Фаусто из Панемотикоса, Антонин из Антиохије Мање, Нестор из Сидре
- Кападокија: Леонтије из Цезареје, Еутихије из Тијане, Еритрије из Колоније, Тимотеј из Кибистре, Елпидије (Амвросије) из Комане, Горгоније, Стефан, Евдромије, Родо, Теофан
- Карија: Евсевије из Антиохије на Меандру, Амон из Афродисијаде, Евгеније из Аполоније, Летодор из Кибире, Евсевије из Милета
- Келесирија: Јевстатије Антиохијски, Зенобије из Селеукије, Теодот из Лаодикије, Алфије из Апамеје, Васијан из Рафанеје, Филоксен из Герапола, Соломон из Германике, Пеперије из Самосате, Аркелај из Долихе, Еуфразије из Баланеје, Фаладе, Зоило из Габале, Васо из Зеугме, Геронције из Ларисе, Маниције из Епифаније, Јевстатије из Аретузе, Павле из Неокесарије, Сириције из Кира, Селук, Петар из Гиндара, Пегасо из Арбокадаме, Васијан из Габуле
- Киликија: Теодор из Тарса, Анфион из Епифаније, Нарцис из Нерониаде, Мојсије из Кастабале, Никета из Флавиаде, Евдамон, Паулин из Адоне, Македоније из Мопсуестије, Таркондимант из Егеје, Језије из Александрете, Нарцис из Иренопоља
- Кипар: Кирил из Пафоса, Геласије из Саламине
- Либија: Дахис из Беренице, Зопиро из Барке, Сарапион из Антипирга, Секондо из Теуцира, Тито из Паретонија
- Лидија: Артемидор из Сарда, Серас из Тијатире, Етемазије из Филаделфије, Полион из Бага, Агојо из Триполија, Флоренсије из Анкире Фереје, Антиох из Аурелиополиса, Марко из Станда, Антиох из Герокесарије
- Ликија: Еудемон из Патаре
- Месопотамија: Етолије из Едесе, Јаков Нисивијски, Антиох из Ресине, Марија из Македонопоља, Јован из Персије
- Острва: Еуфросин из Родоса, Мелифрон из Коса, Стратоније из Лемноса, Алетодор из Корфира
- Палестина: Макарије Јерусалимски, Герман из Неапоља, Марин из Севастије, Гајан из Севастије, Јевсевије Кесаријски, Сабин из Гадаре, Лонгин из Аскалона, Петар из Емауса, Макрин из Јамније, Максим из Елеутеропола, Павле из Максиминопоља, Јануарије из Јерихона, Хелиодор из Забулона, Аетије из Лиде, Силван из Азота, Патрофил из Скифополиса, Асклепа из Газе, Петар из Еле, Антиох из Капитолиаде
- Памфилија: Калиник из Перге, Еврезије из Термесоса, Зевксије из Сиарбе, Домно из Аспендоса, Квинцијан из Селевкије, Патрикије из Масимијанопоља, Афродисије из Магида
- Пафлагонија: Филаделфије из Помпеопоља, Петроније из Гионопоља, Евпсихије из Амастрије
- Писидија: Еулалије из Иконијума, Телемах из Адријанопоља, Језије из Неапоља, Еутихије из Селевкије, Араније из Лимне, Тарсикије из Апамеје, Патрикије из Амбладе, Поликарп из Метрополиса, Академије из Папе, Хераклије из Бариса, Теодор из Васаде
- Понто Пулемонијак: Лонгин из Неокесарије, Домно из Трапезунта, Стратофил из Питионта
- Тесалија: Клаудијан из Ларисе, Клеонико из Тебе
- Спиридон Тримифунтски, Ахилије Лариски

### Примарни извори
- Александријски, Атанасије (346 -- 356). De Decretis. ISBN 978-0615972794. Проверите вредност парамет(а)ра за датум: |date= (помоћ)
- Кесаријски, Јевсевије. Vita Constantini. ISBN 978-1490460659.
- Схоластик, Сократ. Historia Ecclesiastica. ISBN 978-1785168642.
- Кирски, Теодорит. Historia Ecclesiastica.
- Кизички, Геласије. Historia Ecclesiastica.

### Секундарни извори
- Јевтић, Атанасије (1973). „Увод у теологију кападокидијских отаца о Светоме Духу” (PDF). Теолошки погледи. 6 (1): 22—36. Архивирано из оригинала (PDF) 23. 03. 2018. г. Приступљено 23. 03. 2018.
- Поповић, Радомир В. (2012). Васељенски сабори: Први, Други, Трећи и Четврти: Одабрана документа. Књ. 1. Београд: Академија Српске православне цркве за уметности и консервацију.